# العلاقات السويدية اليابانية
العلاقات السويدية اليابانية هي العلاقات الثنائية التي تجمع بين السويد واليابان.

## مقارنة بين البلدين
هذه مقارنة عامة ومرجعية للدولتين:
| وجه المقارنة                                              | السويد                                                                               | اليابان         |
| --------------------------------------------------------- | ------------------------------------------------------------------------------------ | --------------- |
| المساحة (كم2)                                             | 450.30 ألف                                                                           | 377.97 ألف      |
| عدد السكان (نسمة)                                         | 10.16 مليون                                                                          | 126.79 مليون    |
| الكثافة السكانية (ن./كم²)                                 | 22.56                                                                                | 335.45          |
| العاصمة                                                   | ستوكهولم                                                                             | طوكيو           |
| اللغة الرسمية                                             | اللغة السويدية، لغات السامي، اللغة الفنلندية، منكيلي، اللغة الرومنية، اللغة اليديشية | اللغة اليابانية |
| العملة                                                    | كرونة سويدية                                                                         | ين ياباني       |
| الناتج المحلي الإجمالي (بليون دولار)                      | 538.04 مليار                                                                         | 4.87 تريليون    |
| الناتج المحلي الإجمالي (تعادل القوة الشرائية) بليون دولار | 469.01 مليار                                                                         | 5.18 تريليون    |
| الناتج المحلي الإجمالي الاسمي للفرد دولار أمريكي          | 50.58 ألف                                                                            | 34.52 ألف       |
| الناتج المحلي الإجمالي للفرد دولار أمريكي                 | 45.30 ألف                                                                            | 36.62 ألف       |
| مؤشر التنمية البشرية                                      | 0.907                                                                                | 0.903           |
| رمز المكالمات الدولي                                      | +46                                                                                  | +81             |
| رمز الإنترنت                                              | .se                                                                                  | .jp             |
| المنطقة الزمنية                                           | توقيت وسط أوروبا، ت ع م+01:00، ت ع م+02:00، أوروبا/ستوكهولم ‏                         | توقيت اليابان   |

## مدن متوأمة
في ما يلي قائمة باتفاقيات التوأمة بين مدن سويدية ويابانية:
- ترتبط محافظة فسترا يوتالاند مع كاناغاوا باتفاقية توأمة منذ 21 أكتوبر 1993.
- ترتبط Leksand Municipality [الإنجليزية]‏ مع توبيتسو باتفاقية توأمة.
- ترتبط Sollefteå [الإنجليزية]‏ مع إساشي [الإنجليزية]‏ باتفاقية توأمة.

## منظمات دولية مشتركة
يشترك البلدان في عضوية مجموعة من المنظمات الدولية، منها:
| علم المنظمة | اسم المنظمة                               | تاريخ انضمام السويد | تاريخ انضمام اليابان |
| ----------- | ----------------------------------------- | ------------------- | -------------------- |
|             | منظمة التعاون الاقتصادي والتنمية          | ?                   | ?                    |
|             | عصبة الأمم                                | ?                   | ?                    |
|             | منظمة التجارة العالمية                    | 1995                | ?                    |
|             | الاتحاد البريدي العالمي                   | ?                   | ?                    |
|             | الوكالة الدولية للطاقة                    | ?                   | ?                    |
|             | مجموعة الموردين النوويين                  | ?                   | ?                    |
|             | يونسكو                                    | 23 يناير 1950       | 2 يوليو 1951         |
|             | الفريق المعني برصد الأرض                  | ?                   | ?                    |
|             | مؤسسة التمويل الدولية                     | 20 يوليو 1956       | 20 يوليو 1956        |
|             | المركز الدولي لتسوية المنازعات الاستشارية | 28 يناير 1967       | 16 سبتمبر 1967       |
|             | بنك التنمية الآسيوي                       | 1966                | 1966                 |
|             | منظمة حظر الأسلحة الكيميائية              | ?                   | ?                    |
|             | مؤسسة التنمية الدولية                     | 24 سبتمبر 1960      | 27 ديسمبر 1960       |
|             | مجموعة أستراليا                           | 1991                | 1985                 |
|             | نظام تحكم تكنولوجيا القذائف               | 1991                | 1987                 |
|             | وكالة ضمان الاستثمار متعدد الأطراف        | 12 أبريل 1988       | 12 أبريل 1988        |
|             | الاتحاد الدولي للاتصالات                  | 1866                | 29 يناير 1879        |
|             | منظمة الشرطة الجنائية الدولية             | ?                   | ?                    |
|             | الأمم المتحدة                             | 19 نوفمبر 1946      | 18 ديسمبر 1956       |
|             | البنك الدولي للإنشاء والتعمير             | 31 أغسطس 1951       | 13 أغسطس 1952        |
|             | المنظمة الهيدروغرافية الدولية             | ?                   | ?                    |
|             | البنك الإفريقي للتنمية                    | ?                   | ?                    |

## أعلام
هذه قائمة لبعض الشخصيات التي تربطها علاقات بالبلدين:
- ستيفان ايشيزاكي (لاعب كرة قدم سويدي، 15 مايو 1982 – )
- يوكيكو ديوك (19 يناير 1966 – )

## وصلات خارجية
- موقع وزارة الخارجية السويدية
- موقع وزارة الخارجية اليابانية